# Crash! Boom! Bang!
Crash! Boom! Bang! — п'ятий студійний альбом шведського гурту Roxette. Виданий 9 квітня 1994 року лейблами EMI і Capitol Records. Загальна тривалість композицій становить 61:50. Альбом відносять до напрямку рок або поп-рок. Альбом мав комерційний успіх у Європі проте через погану промоцію платівки у США з боку EMI продажі у Новому світі були незначні.

## Історія альбому
Альбом записувався на EMI Studios у Стокгольмі, Mayfair Studios у Лондоні, Capri Digital Studios на острові Капрі та на Tits & Ass Studio у Хальмстаді у період з лютого 1993 по січень 1994.
У Європі було випущено 5 синглів з цього альбому і всі вони включали версії деяких пісень Roxette, котрі раніше не видавалися та більше ніде не можна було знайти.
Перед виходом альбому у Північній Америці, спеціальний 10-трековий CD, названий Favourites from Crash! Boom! Bang! продавався у мережі ресторанів McDonald’s протягом обмеженого часу. Це спеціальне видання альбому продавалося у США и Канаді (всього продано близько 1 мільйону копій), и тому основний альбом не був настільки успішним у цих країнах.
Коли альбом вийшов у Японії, пісня «Almost unreal» була добавлена як бонус-трек. Це перше з'явлення цієї пісні на якому-небудь з альбомів Roxette.
Продюсер — Кларенс Офверман

## Список пісень
CD
Автор музики і слів Пер Ґєсслє, крім тих, де сказані інші автори. 
| #     | Назва                                           | Тривалість |
| ----- | ----------------------------------------------- | ---------- |
| 1.    | «Harleys & Indians (Riders in the Sky)»         | 3:45       |
| 2.    | «Crash! Boom! Bang!»                            | 5:02       |
| 3.    | «Fireworks»                                     | 3:58       |
| 4.    | «Run to You»                                    | 3:39       |
| 5.    | «Sleeping in My Car»                            | 3:46       |
| 6.    | «Vulnerable»                                    | 5:01       |
| 7.    | «The First Girl on the Moon»                    | 3:00       |
| 8.    | «Place Your Love»                               | 3:10       |
| 9.    | «I Love the Sound of Crashing Guitars»          | 4:48       |
| 10.   | «What's She Like?»                              | 4:14       |
| 11.   | «Do You Wanna Go the Whole Way?»                | 4:11       |
| 12.   | «Almost Unreal» (Боеус-трек японського видання) | 3:59       |
| 13.   | «Lies» (Музика: Маттс Персон та Пер Ґєсслє)     | 3:41       |
| 14.   | «I'm Sorry»                                     | 3:10       |
| 15.   | «Love Is All (Shine Your Light on Me)»          | 6:41       |
| 16.   | «Go to Sleep» (Музика: Марі Фредрікссон)        | 3:59       |
| 62:05 |                                                 |            |

| Favorites from Crash! Boom! Bang! – версія для McDonald's | Favorites from Crash! Boom! Bang! – версія для McDonald's | Favorites from Crash! Boom! Bang! – версія для McDonald's |
| #                                                         | Назва                                                     | Тривалість                                                |
| --------------------------------------------------------- | --------------------------------------------------------- | --------------------------------------------------------- |
| 1.                                                        | «Harleys & Indians (Riders in the Sky)»                   | 3:45                                                      |
| 2.                                                        | «Run to You»                                              | 3:39                                                      |
| 3.                                                        | «Crash! Boom! Bang!»                                      | 5:02                                                      |
| 4.                                                        | «I Love the Sound of Crashing Guitars»                    | 4:48                                                      |
| 5.                                                        | «Do You Wanna Go the Whole Way?»                          | 4:09                                                      |
| 6.                                                        | «The First Girl on the Moon»                              | 3:02                                                      |
| 7.                                                        | «Place Your Love»                                         | 3:07                                                      |
| 8.                                                        | «Lies»                                                    | 3:34                                                      |
| 9.                                                        | «I'm Sorry»                                               | 3:13                                                      |
| 10.                                                       | «Go to Sleep»                                             | 4:00                                                      |
| 38:20                                                     |                                                           |                                                           |

| перевидана версія 2009 року – CD з бонус треками | перевидана версія 2009 року – CD з бонус треками        | перевидана версія 2009 року – CD з бонус треками |
| #                                                | Назва                                                   | Тривалість                                       |
| ------------------------------------------------ | ------------------------------------------------------- | ------------------------------------------------ |
| 16.                                              | «Almost unreal»                                         |                                                  |
| 17.                                              | «Crazy about you» (B-side to "You Don't Understand Me") |                                                  |
| 18.                                              | «See me» (B-side to "Salvation")                        |                                                  |

| перевидана версія 2009 року – спеціальна версія для iTunes | перевидана версія 2009 року – спеціальна версія для iTunes | перевидана версія 2009 року – спеціальна версія для iTunes |
| #                                                          | Назва                                                      | Тривалість                                                 |
| ---------------------------------------------------------- | ---------------------------------------------------------- | ---------------------------------------------------------- |
| 16.                                                        | «Better Off on Her Own» (B-side to "Stars")                |                                                            |
| 17.                                                        | «Always Breaking My Heart» (Demo)                          |                                                            |